# Otto Gruson
Otto Gruson (* 17. Dezember 1863 in Stargard; † 3. Januar 1929 in Magdeburg) war ein deutscher Industrieller und Politiker (NLP, DVP).
Gruson war ein Neffe von Hermann Gruson, dem Gründer der Grusonwerke. Er legte das Abiturientenexamen am Realgymnasium ab und studierte an der Technischen Hochschule Charlottenburg Maschinenbau. Er wurde Inhaber der Eisen- und Stahlwerke Otto Gruson & Co. in Magdeburg-Buckau, die nach seinem Tode von Buckau-Wolf übernommen wurde. 1914 wurde er auf einer Studienreise in Deutsch-Ostafrika durch den Ersten Weltkrieg festgehalten und war von 1916 bis 1919 in englischer Kriegsgefangenschaft. Danach war er wieder in Magdeburg tätig.
Seit 1905 war er Mitglied der Handelskammer Magdeburg und dort seit 1925 erster stellvertretender Vorsitzender. Er war Vorstandsmitglied der Kunstgewerbe- und Handwerkerschule Magdeburg.
Von Januar 1906 bis März 1919 war er Stadtverordneter in Magdeburg. Von 1910 bis November 1918 gehörte er dem Preußischen Abgeordnetenhaus an. Der Provinziallandtag der Provinz Sachsen wählte ihn im Mai 1921 als ordentliches Mitglied in den Preußischen Staatsrat. Diesem gehörte er bis zu seinem Tode an.